# Deroplatys rhombica
Deroplatys rhombica es una especie de mantis de la familia Mantidae.

## Distribución geográfica
Se encuentra en Borneo, Java y Sumatra.